# Виноградов, Милий Александрович
Милий Александрович Виноградов (14 [27] ноября 1910, Ярославская губерния, Российская империя — 9 июля 1985) — советский сценограф

. Заслуженный деятель искусств РСФСР (1949). Заслуженный артист Казахской ССР (1943).

## Биография
Родился 14 (27 ноября) 1904 года. Окончил Московское художественное училище памяти 1905 года (1930). В 1932—1934 годах работал в Москве с Ю. А. Завадским в его Театре-студии, затем в драматическом театре в Ростове-на-Дону. В 1940—1954 годах — главный художник Московского театра имени Моссовета. Оформлял также спектакли и в других московских театрах.
В 1960—1970-х годах он стал оформлял спектакли Куйбышевского театра оперы и балета. В последние годы жизни работал в музыкальных театрах.
Умер 9 июля 1985 года.

## Оформил спектакли

### Ростовский театр драмы имени М. Горького
- 1937 — «Как закалялась сталь» по Н. А. Островскому
- 1939 — «Собака на сене» Лопе де Вега
- 1940 — «Трактирщица» К. Гольдони

### МАДТ имени Моссовета
- 1944 — «Забавный случай» К. Гольдони; «Отелло» Шекспира
- 1945 — «Чайка» А. П. Чехова
- 1950 — «Рассвет над Москвой» А. А. Сурова
- 1951 — «Шторм» В. Н. Билль-Белоцерковского
- 1954 — «Сомов и другие» М. Горького

### МДТ имени К. С. Станиславского
- 1957 — «Ученик дьявола» Б. Шоу

### Московский театр имени Ленинского комсомола
- 1957 — «Хлеб и розы» А. Д. Салынского
- 1970 — «Беспокойная старость» Л. Н. Рахманова; «Золотой ключик» А. Н. Толстого
- 1975 — «Лисички» Л. Хелман (1975)

### МАДТ имени Е. Б. Вахтангова
- 1959 — «Стряпуха» А. В. Софронова
- 1960 — «Пьеса без названия» («Платонов») А. П. Чехова
- 1961 — «Русский лес» Л. М. Леонова
- 1962 — «Двое на качелях» У. Гибсона; «Живой труп» Л. И. Толстого
- 1971 — Принцесса Турандот (фильм-спектакль)

### Куйбышевский театр оперы и балета
- «Дон Паскуале» Г. Доницетти (режиссёр Б. Рябикин)
- «Дон Жуан» В. А. Моцарта
- «Братья Ульяновы» Ю. С. Мейтуса
- «Гроза» В. Пушкова (первая постановка в стране)
- «Евгений Онегин» П. И. Чайковского
- «Чио-Чио-сан» Дж. Пуччини
- «Летучая мышь» И. Кальмана (балетмейстеры А. Шелест и Р. Вагабов)
- «Лебединое озеро» П. И. Чайковского
- «Семь красавиц» К. Караева
- «Жизель» А. Адана
- «Шопениана» Ф. Шопена
- «Тщетная предосторожность» Л. Герольда.

## Награды и премии
- Заслуженный артист Казахской ССР (1943).
- Заслуженный деятель искусств РСФСР (1949).
- Сталинская премия второй степени (1951) — за оформление спектакля «Рассвет над Москвой» А. А. Сурова, поставленного на сцене МАДТ имени Моссовета.